# Magnolia sharpii
Espèce
Statut de conservation UICN

 EN B1ab(iii,v) : En danger
Magnolia sharpii est une espèce de plantes à fleurs de la famille des Magnoliacées. C'est un arbre endémique du Mexique.

## Description
C'est un arbre.

## Répartition et habitat
Cette espèce est endémique du Mexique où elle est présente uniquement dans l'état de Chiapas. Elle vit dans la forêt de nuage entre 1 950  et   2 940 m d'altitude.